# 圣迪济耶拉图尔
圣迪济耶拉图尔（法語：Saint-Dizier-la-Tour，法語發音：[sɛ̃ dizje la tuʁ]）是法国克勒兹省的一个市镇，属于欧比松区。

## 地理
圣迪济耶拉图尔（46°8'46"N, 2°9'12"E）面积16.99 平方千米，位于法国新阿基坦大区克勒兹省，该省份为法国中部省份，位于法國中央高原西北部，北起安德尔省和谢尔省，西接维埃纳省，南至科雷兹省，东临多姆山省，东北与阿列省接壤。
与圣迪济耶拉图尔接壤的市镇（或旧市镇、城区）包括：谢内拉耶、古宗、圣沙布赖、圣帕尔杜莱卡尔、帕尔萨克 (克勒兹省)。

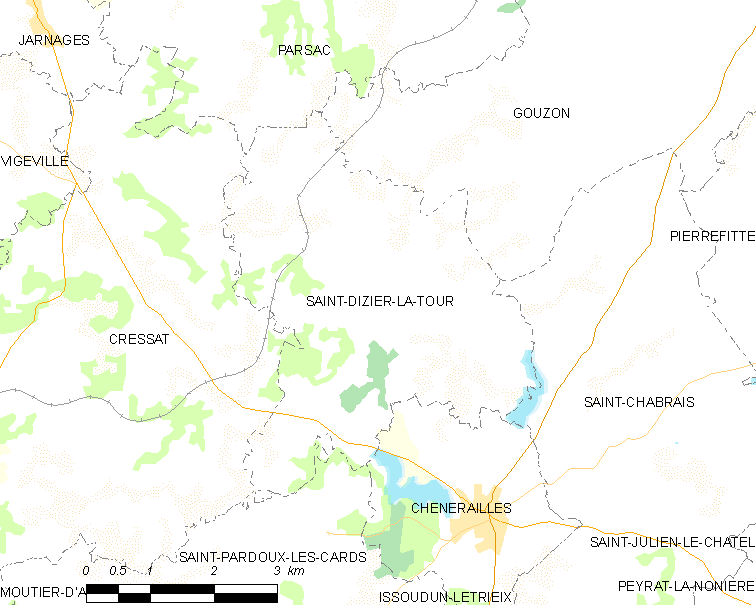
圣迪济耶拉图尔的OSM定位图

圣迪济耶拉图尔的时区为UTC+01:00、UTC+02:00（夏令时）。

## 行政
圣迪济耶拉图尔的邮政编码为23130，INSEE市镇编码为23187。

## 政治
圣迪济耶拉图尔所属的省级选区为古宗县。

## 人口

1962-2008年间圣迪济耶拉图尔人口变化图示

圣迪济耶拉图尔于2022年1月1日时的人口数量为180人。